# チェンチェニーゲ・アゴルディーノ
チェンチェニーゲ・アゴルディーノ（伊: Cencenighe Agordino）は、イタリア共和国ヴェネト州ベッルーノ県にある、人口約1,200人の基礎自治体（コムーネ）。

## 地理

### 位置・広がり

#### 隣接コムーネ
隣接するコムーネは以下の通り。
- カナーレ・ダーゴルド
- サン・トマーゾ・アゴルディーノ
- タイボーン・アゴルディーノ
- ヴァッラーダ・アゴルディーナ

### 気候分類・地震分類
気候分類では、zona F, 3805 GGに分類される。
また、イタリアの地震リスク階級 (it) では、zona 3 (sismicità bassa) に分類される。

## 行政

### 分離集落
チェンチェニーゲ・アゴルディーノには、以下の分離集落（フラツィオーネ）がある。
- Anime, Avoscan, Baldo, Balestier, Bastiani, Bogo, Bolp, Bricol, Campo, Cavarzan, Chenet, Chioipe, Chioit, Coi, Collesin, Collaz, Faè, Foch, Ghirlo, Ghisel, Grave, I Lares, Lorenzon, Malos, Martin, Martinazze, Morbiach, Palù, Pascol, Pian dell'Avena, Pradimezzo, Pradisopra, Roa, Vare Alte, Vare Basse, Veronetta, Villagrande

## 姉妹都市
- Massaranduba、ブラジル 2011年